# Йоахім Брудзінський
Йоахім Станіслав Брудзінський (пол. Joachim Stanisław Brudziński, нар. 4 лютого 1968 в селі Сьверклянець, Сілезьке воєводство) — польський консервативний політик. Його було вперше обрано до Сейму Польщі 25 вересня 2005. Він отримав 14 731 голосів в 41 районі міста Щецин, будучи кандидатом по списку партії Право і справедливість. Брудзінський закінчив факультет політичних наук Щецинського університету. Журналіст, доктор наук Університету Познані, працював у Морському уряді Щецина. Наразі є Президентом Виконавчого комітету (до цього, Генеральним секретарем) правлячої партії Право і справедливість. Він добре відомий своїми приземленими та сімейно-орієнтованими поглядами на глобальну політику. В 2017 році Брудзінський, як віце-маршал Сейму, заявив під час пропартійного мітингу в місті Седльце; «якби не ми (ПіС), вони (мусульмани) би побудували мечеті тут (у Польщі)».
В 2018 році Брудзінський увійшов до кабінету Матеуша Моравецького як міністр внутрішніх справ та управління після того як Маріуш Блащак, попередній міністр, перейшов на посаду міністра національної оборони.
Брудзінський одружений, має двох дочок та сина.